# Plan (Mexico)
In de geschiedenis van Mexico is een plan een verklaring gericht tegen de regering waarin men zijn standpunten uiteenzet en meestal oproept tot het omverwerpen van de regering. Wanneer een plan succesvol is komt dat doorgaans neer op een staatsgreep of revolutie.
In de rest van de Spaanssprekende wereld noemt men dit doorgaans een pronunciamiento, hoewel een plan vaak formeler en uitgebreider is. De Mexicaanse historicus Román Iglesias González heeft in 1998 een inventaris gemaakt van alle plannen uit de Mexicaanse geschiedenis, en kwam op een totaal van 105.
Bekende plannen uit de Mexicaanse geschiedenis zijn:
| Jaar | Naam                                  | Opgesteld door                                                     | Doel | Succesvol |
| ---- | ------------------------------------- | ------------------------------------------------------------------ | --- | --------- |
| 1821 | Plan van Iguala                       | Agustín de Iturbide, Vicente Guerrero en Guadalupe Victoria        | Mexicaanse onafhankelijkheid, Rooms-katholicisme als enige religie, gelijkheid voor alle sociale groepen | Ja        |
| 1822 | Plan van Vera Cruz Plan van Casa Mata | Guadalupe Victoria, Antonio López de Santa Anna en Mariano Barbosa | Omverwerping van de monarchie van Iturbide                                                               | Ja        |
| 1828 | Plan van Perote                       | Antonio López de Santa Anna                                        | Annulering van de verkiezingen, installatie van Vicente Guerrero als president                           | Ja        |
| 1829 | Plan van Jalapa                       | Antonio López de Santa Anna                                        | Omverwerping van Guerrero                                                                                | Ja        |
| 1834 | Plan van Toluca                       | José Vicente González                                              | Omverwerping van Valentín Gómez Farías en verdediging van het geloof                                     | Ja        |
| 1835 | Plan van Texca                        | Juan Álvarez                                                       | Omverwerping van Santa Anna en herinvoering van het federalisme                                          | Nee       |
| 1846 | Plan van La Ciudadela                 | Mariano Salas en Valentín Gómez Farías                             | Omverwerping van Mariano Paredes en herinvoering van de grondwet van 1824                                | Ja        |
| 1854 | Plan van Ayutla                       | Florencio Villarreal, Juan Álvarez en Ignacio Comonfort            | Omverwerping van Santa Anna                                                                              | Ja        |
| 1858 | Plan van Tacubaya                     | Miguel Miramón                                                     | Opschorting van de nieuwe grondwet, omverwerping van de liberale regering                                | Ja        |
| 1871 | Plan van La Noria                     | Porfirio Díaz                                                      | Opstand tegen de herverkiezing van Benito Juárez                                                         | Nee       |
| 1876 | Plan van Tuxtepec                     | Porfirio Díaz                                                      | Opstand tegen de herverkiezing van Sebastián Lerdo                                                       | Ja        |
| 1910 | Plan van San Luis Potosí              | Francisco I. Madero                                                | Opstand tegen Porfirio Díaz, vrije verkiezingen                                                          | Ja        |
| 1911 | Plan van Ayala                        | Emiliano Zapata                                                    | Opstand tegen Madero, landhervormingen                                                                   | Nee       |
| 1912 | Plan van La Empacadora                | Pascual Orozco                                                     | Opstand tegen Madero                                                                                     | Nee       |
| 1913 | Plan van Guadalupe                    | Venustiano Carranza                                                | Protest tegen omverwerping van Madero, opstand tegen Victoriano Huerta                                   | Ja        |
| 1920 | Plan van Agua Prieta                  | Plutarco Elías Calles                                              | Opstand tegen Venustiano Carranza                                                                        | Ja        |
| 1929 | Plan van Guaymas                      | José Vasconcelos                                                   | Erkenning van de verkiezingsoverwinning van Vasconcelos                                                  | Nee       |
| 1940 | Plan Almazanista                      | Juan Andreu Almazán                                                | Erkenning van de verkiezingsoverwinning van Almazán                                                      | Nee       |